# PENTAX MZ-S
PENTAX MZ-S(ペンタックス エムゼットエス)は、旭光学工業(後のペンタックス、現リコーイメージング)が2001年5月に発売したハイアマチュア向け35mm一眼レフカメラ。2006年生産終了。発売当時のMZシリーズの最上位モデルである。

## 特徴
従来発表されていたMZシリーズとは一線を画するデザインでダイヤル部を撮影者側に30度傾けた特徴的なデザインを有している。

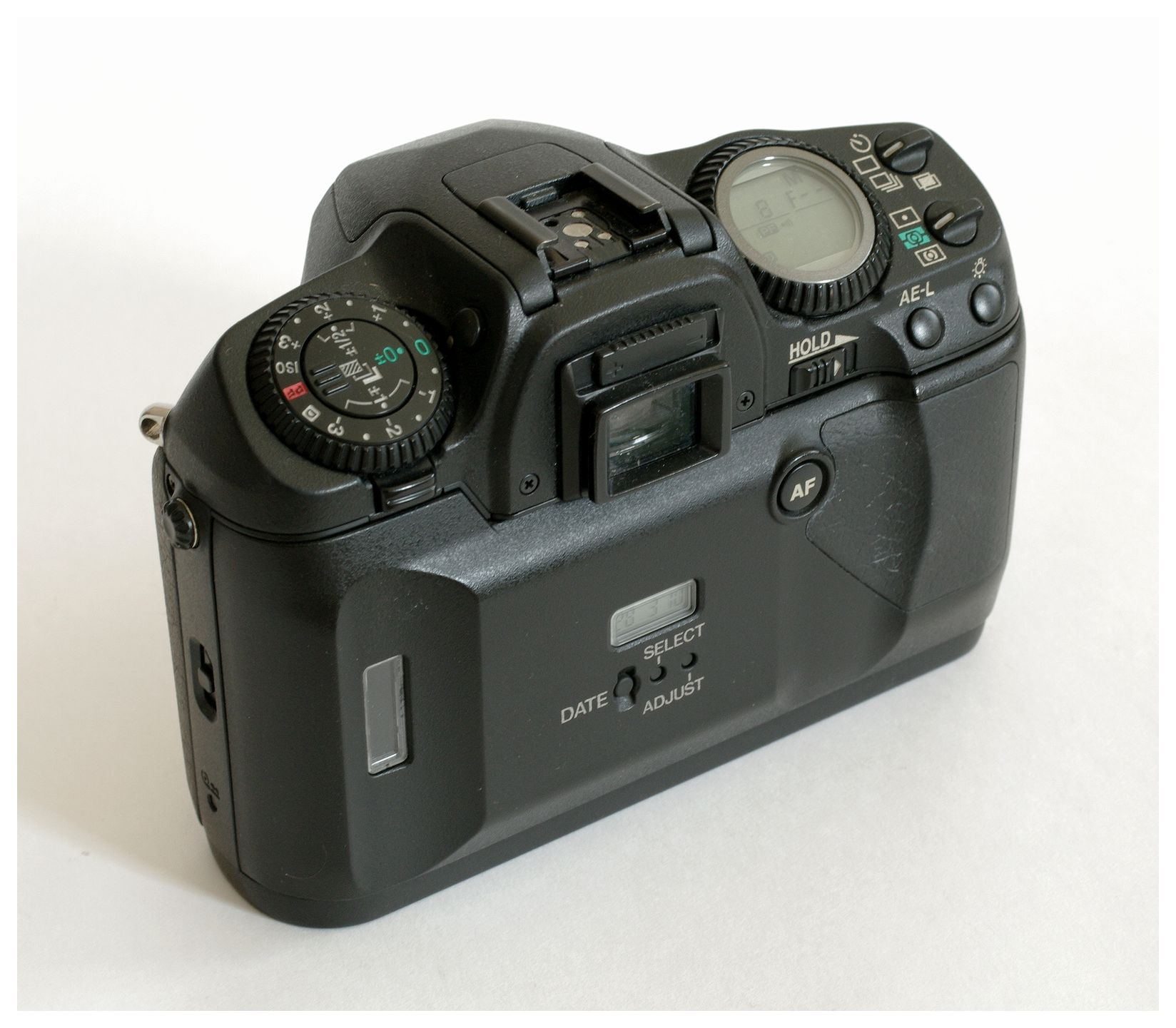
撮影者側へ傾いたダイヤルが特徴

当時他社中級クラスの一眼レフカメラにオプションでデータバックを装備することでフィルムへの撮影データの印字が可能であったが、MZ-Sは標準でパーフォレーション間への印字が可能であった。
またハイパー操作系を採用しており、レンズの絞りリング、電子ダイヤル、Tvオートボタンを操作することでそれぞれの露出モードへの移行が出来るようになっており、グリーンボタン一つでプログラムモードへ復帰することが出来る。

## 幻の「K-1」
2000年のフォトキナに出展されたK-1(MZ-D)は、京セラの「コンタックス N Digital」と同型のフィリップス製600万画素CCDセンサーを搭載し、ペンタックス初のデジタル一眼レフとして市販化を目指して開発されていた。しかし、2001年に市販化すると非常に高価格となり市場性が低いとの理由で2001年10月に開発が凍結された。ダイヤル部を撮影者側へ傾けたデザインなどMZ-Sと共通のデザインが採用された。
その後、2015年にデザインや基本設計を新たにしてフルサイズ機の開発発表をし、2016年に「ペンタックス K-1」として発売された。